# دويركة
دويركة قرية في ناحية كنسبا التابعة لمنطقة الحفّة في محافظة اللاذقية. بلغ عدد سكانها 907 نسمة حسب تعداد عام 2004.